# Marca EAC

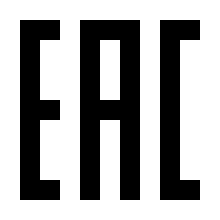
Fig.1 Logo de la marca EAC

La marca EAC (acrònim anglès d'Eurasian Conformity) és un símbol euroasiàtic per a certs grups de serveis o productes industrials mitjançant el qual el fabricant i el distribuïdor declara que el producte satisfà els requeriments de seguretat reflectits en les regulacions tècniques de la Unió Econòmica Eurasiàtica. Col·loquialment el marcat EAC també s'anomena marcat TR. Si la verificació de la conformitat és positiva, els productes han d'anar marcats amb el logo EAC (vegeu Fig.1). El marcat EAC fou introduït l'agost del 2013 i és similar al marcat europeu CE.

## Història
- Inicialment només Rússia tenia un marcat segons estàndards GOST i TR.
- El juliol del 2010, Rússia, Belarús i Kazakhstan adopten les regulacions GOST-R, TR o GOST-K.
- El juliol de 2011, la marca EAC s'aplica a Rússia, Belarús, Armènia, Kazakhstan i Kirgisistan.

## Característiques del marcat EAC
- Els productes que ho requreixin han d'anar marcats EAC abans d'ésser introduïts al mercat EAC.
- Els fabricants dels productes són els responsables del compliment dels requisits tècnics.
- El fabricant és el responsable de marcar EAC en el producte.
- La marca EAC confirma el total compliment dels requeriments de seguretat bàsics de les regulacions tècniques EAC.

## Productes afectats per àrees tecnològiques
- Llistat dels Reglaments que permeten el Marcat EAC[4]

| status  | Data d'entrada en vigor | Número           | Nom de la normativa tècnica                                     |
| ------- | ----------------------- | ---------------- | --------------------------------------------------------------- |
| Vàlid   | 15.02.2012              | TRUE 006/2011    | Seguretat de focs d'artifici.                                   |
| Vàlid   | 01/06/2012              | TR ZU 019/2011   | Seguretat d'equipament de protecció personal                    |
| Vàlid   | 01/07/2012              | TRUE 005/2011    | Seguretat d'embalatges                                          |
| Vàlid   | 01/07/2012              | TRUE 007/2011    | Seguretat de productes per a nens i adolescents                 |
| Vàlid   | 01/07/2012              | TR ZU 008/2011   | Seguretat de joguines                                           |
| Vàlid   | 01/07/2012              | TRUE 009/2011    | Seguretat de productes de cosmètica i perfumeria                |
| Vàlid   | 01/07/2012              | TRUE 017/2011    | Seguretat de productes de la indústria lleugera                 |
| Vàlid   | 31.12.2012              | TRUE 013/2011    | Seguretat de fuels                                              |
| Vàlid   | 15/02/2013              | TR ZU 004/2011   | Seguretat de sistemes de baixa tensió                           |
| Vàlid   | 15/02/2013              | TR 010/20113     | Seguretat de maquinària i equipament                            |
| Vàlid   | 15/02/2013              | TRUE 011/2011    | Seguretat d'ascensors                                           |
| Vàlid   | 15/02/2013              | TR TO 012/2011   | Seguretat d'equips que operen en atmosferes perilloses          |
| Vàlid   | 15/02/2013              | TR TO 016/2011   | Seguretat d'equips alimentats a gas                             |
| Vàlid   | 15/02/2013              | TRUE 020/2011    | Compatibilitat electromagnètica                                 |
| Vàlid   | 01/07/2013              | TRUE 015/2011    | Seguretat de grans                                              |
| Vàlid   | 01/07/2013              | TRUE 021/2011    | Seguretat de productes alimentaris                              |
| Vàlid   | 01/07/2013              | TRUE 022/2011    | Etiquetat de productes alimentaris                              |
| Vàlid   | 01/07/2013              | TRUE 023/2011    | Productes vegetals i fruita                                     |
| Vàlid   | 01/07/2013              | TR TO 024/2011   | Productes del petroli                                           |
| Vàlid   | 01/07/2013              | TRUE 027/2012    | Seguretat de productes alimentaris especials (dietes, curatius) |
| Vàlid   | 01/07/2013              | TRUE 029/2012    | Seguretat de productes additius alimentaris                     |
| Vàlid   | 02/01/2014              | TR TO 032/2013   | Seguretat de d'equips de pressió                                |
| Vàlid   | 02/01/2014              | TRUE TO 026/2012 | Seguretat de vaixells petits                                    |
| Vàlid   | 03/01/2014              | TRUE 030/2012    | Seguretat de lubricants i altres fluids especials               |
| Vàlid   | 05/01/2014              | TRUE 033/2013    | Seguretat de la llet i derivats                                 |
| Vàlid   | 05/01/2014              | TRUE 034/2013    | Seguretat de productes carnis                                   |
| Vàlid   | 07/01/2014              | TR at 025/2012   | Seguretat de productes mobiliaris                               |
| Vàlid   | 07/01/2014              | TRUE TO 028/2012 | Seguretat d'explosius                                           |
| Vàlid   | 08/02/2014              | TRUE 001/2011    | Seguretat de vehicles a rail                                    |
| Vàlid   | 08/02/2014              | TRUE 002/2011    | Seguretat de trens d'alta velocitat                             |
| Vàlid   | 08/02/2014              | TRUE 003/2011    | Seguretat d'infraestructura ferroviària                         |
| Vàlid   | 01/01/2015              | TRUE 018/2011    | Seguretat de mitjans de transport amb roda                      |
| Vàlid   | 02/15/2015              | TRUE 014/2011    | Seguretat d'atostrasses                                         |
| Vàlid   | 02/15/2015              | TRUE 031/2012    | Seguretat de vehicles agrícoles i forestals                     |
| Vàlid   | 05/15/2016              | TR TO 035/2014   | Seguretat de productes del tabac                                |
| Adoptat | 01/01/2018              | TR EAWU 036/2016 | Requeriments per LPG com a combustible                          |
| Adoptat | 03/01/2018              | TR EAWU 037/2014 | Restriccions de substàncies en equips elèctrics i electrònics   |
| Adoptat | 04/18/2018              | TR EAWU 038/2016 | Seguretat d'atraccions                                          |
| Adoptat | no fixada               | TR EAWU 039/2016 | Seguretat de fertilitzants minerals                             |
| Adoptat | 09/01/2017              | TR EAWU 040/2016 | Seguretat de productes de la pesca                              |
| Adoptat | 06/02/2021              | TR EAWU 041/2017 | Seguretat de productes químics                                  |
| Adoptat | 17/11/2018              | TR EAWU 042/2017 | Seguretat de zones de joc infantil                              |